# Chặng đua GP Azerbaijan 2021
Chặng đua GP Azerbaijan 2021 (tên chính thức Formula 1 Azerbaijan Grand Prix 2021) là chặng đua thứ sáu của Giải đua xe Công thức 1 2021. Chặng đua diễn ra từ ngày 04 đến ngày 06 tháng 06 năm 2021 ở Trường đua Thành phố Baku, Azerbaijan. Người chiến thắng là Sergio Pérez của đội đua Red Bull Racing.

## Diễn biến chính
Ở cuộc đua phân hạng, sau khi Charles Leclerc lập được thành tích tốt nhất thì Yuki Tsunoda và Carlos Sainz jr lần lượt mất lái tông rào, khiến cho cuộc đua phải kết thúc sớm và pole thuộc về Leclerc.
Trong cuộc đua chính, sau pha xuất phát thì Leclerc giữ được vị trí dẫn đầu. Tuy nhiên tay đua của đội Ferrari rất nhanh chóng bị Max Verstappen, Lewis Hamilton và Sergio Pérez vượt mặt. Sau lần pit đầu tiên, Pérez nhảy cóc thành công Hamilton để vượt lên vị trí thứ 2 sau người đồng đội Verstappen.
Đến vòng 29 thì xảy ra tai nạn của Lance Stroll khiến cho xe an toàn phải vào cuộc. Sau khi hết xe an toàn thì Pierre Gasly và Sebastian Vettel tranh thủ vượt được Leclerc.
Đến vòng 48, đến lượt tay đua đang dẫn đầu Verstappen bị nổ lốp tông rào ngay ở đoạn thẳng xuất phát. Cuộc đua vì thế phải tạm dừng.
Ở pha xuất phát lại, Hamilton trong lúc muốn vượt Pérez đã phạm lỗi thao tác sai nên bị mất lái, lao thẳng ra ngoài đường đua và tụt xuống nhóm cuối cùng. Pérez lúc này không còn đối thủ cạnh tranh trực tiếp, đã giành chiến thắng đầu tiên trong mùa giải. Cùng lên podium với anh là Vettel và Gasly.
Do cả Verstappen và Hamilton đều không ghi được điểm số nào nên khoảng cách giữa hai người trên BXH tổng không hề thay đổi. Verstappen vẫn dẫn đầu với 105 điểm.

## Kết quả
| Stt                                                                     | Số xe | Tay đua            | Đội đua                   | Lap | Thời gian   | Xuất phát | Điểm |
| ----------------------------------------------------------------------- | ----- | ------------------ | ------------------------- | --- | ----------- | --------- | ---- |
| 1                                                                       | 11    | Sergio Pérez       | Red Bull Racing-Honda     | 51  | 2:13:36.410 | 6         | 25   |
| 2                                                                       | 5     | Sebastian Vettel   | Aston Martin-Mercedes     | 51  | +1.385      | 11        | 18   |
| 3                                                                       | 10    | Pierre Gasly       | AlphaTauri-Honda          | 51  | +2.762      | 4         | 15   |
| 4                                                                       | 16    | Charles Leclerc    | Ferrari                   | 51  | +3.828      | 1         | 12   |
| 5                                                                       | 4     | Lando Norris       | McLaren-Mercedes          | 51  | +4.754      | 9         | 10   |
| 6                                                                       | 14    | Fernando Alonso    | Alpine-Renault            | 51  | +6.382      | 8         | 8    |
| 7                                                                       | 22    | Yuki Tsunoda       | AlphaTauri-Honda          | 51  | +6.624      | 7         | 6    |
| 8                                                                       | 55    | Carlos Sainz Jr.   | Ferrari                   | 51  | +7.709      | 5         | 4    |
| 9                                                                       | 3     | Daniel Ricciardo   | McLaren-Mercedes          | 51  | +8.874      | 13        | 2    |
| 10                                                                      | 7     | Kimi Räikkönen     | Alfa Romeo Racing-Ferrari | 51  | +9.576      | 14        | 1    |
| 11                                                                      | 99    | Antonio Giovinazzi | Alfa Romeo Racing-Ferrari | 51  | +10.254     | 20        |      |
| 12                                                                      | 77    | Valtteri Bottas    | Mercedes                  | 51  | +11.264     | 10        |      |
| 13                                                                      | 47    | Mick Schumacher    | Haas-Ferrari              | 51  | +14.241     | 17        |      |
| 14                                                                      | 9     | Nikita Mazepin     | Haas-Ferrari              | 51  | +14.315     | 18        |      |
| 15                                                                      | 44    | Lewis Hamilton     | Mercedes                  | 51  | +17.668     | 2         |      |
| 16                                                                      | 6     | Nicholas Latifi    | Williams-Mercedes         | 51  | +42.379     | 16        |      |
| 17                                                                      | 63    | George Russell     | Williams-Mercedes         | 48  | Hộp số      | 15        |      |
| 18                                                                      | 33    | Max Verstappen     | Red Bull Racing-Honda     | 45  | Tai nạn     | 3         |      |
| Ret                                                                     | 18    | Lance Stroll       | Aston Martin-Mercedes     | 29  | Tại nạn     | 19        |      |
| Ret                                                                     | 31    | Esteban Ocon       | Alpine-Renault            | 3   | Turbo       | 12        |      |
| Fastest lap: Max Verstappen (Red Bull Racing-Honda) – 1:44.481 (lap 44) |       |                    |                           |     |             |           |      |

Nguồn: Trang chủ Formula1

## Bảng xếp hạng sau chặng đua
(Chỉ liệt kê top 5 tay đua và đội đua)
|        | Stt | Tay đua         | Điểm |
| ------ | --- | --------------- | ---- |
|        | 1   | Max Verstappen  | 105  |
|        | 2   | Lewis Hamilton  | 101  |
| 2      | 3   | Sergio Pérez    | 69   |
| 1      | 4   | Lando Norris    | 66   |
| 1      | 5   | Charles Leclerc | 52   |
| Nguồn: |     |                 |      |

|        | Stt | Đội đua               | Điểm |
| ------ | --- | --------------------- | ---- |
|        | 1   | Red Bull Racing-Honda | 174  |
|        | 2   | Mercedes              | 148  |
| 1      | 3   | Ferrari               | 94   |
| 1      | 4   | McLaren-Mercedes      | 92   |
| 1      | 5   | AlphaTauri-Honda      | 39   |
| Nguồn: |     |                       |      |